# Kreis Preußisch Stargard
Der Kreis Preußisch Stargard war ein preußischer Landkreis, der in unterschiedlichen Abgrenzungen von 1772 bis 1920 bestand. Er lag in dem Teil von Westpreußen, der nach dem Ersten Weltkrieg durch den Versailler Vertrag 1920 an Polen fiel und als Polnischer Korridor bezeichnet wurde. Seine Kreisstadt war Preußisch Stargard. Von 1939 bis 1945 war der Kreis im besetzten Polen als Teil des neu eingerichteten Reichsgaus Danzig-Westpreußen nochmals errichtet. Heute liegt das ehemalige Kreisgebiet in der polnischen Woiwodschaft Pommern.

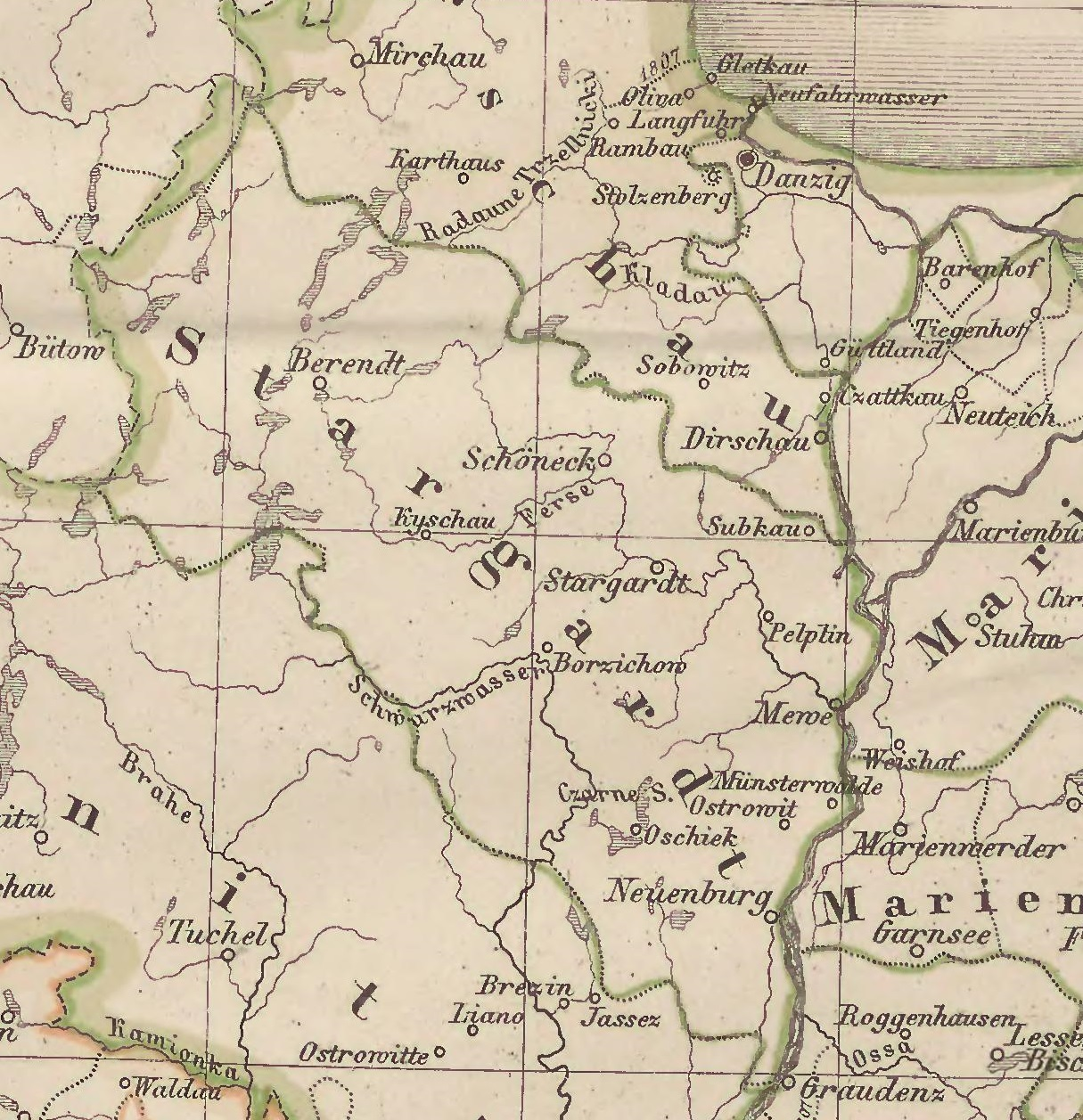
Der Kreis Stargard von 1772 bis 1818

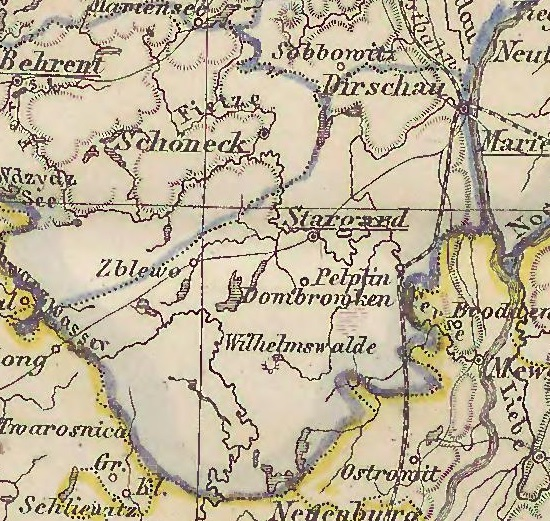
Der Kreis Preußisch Stargard von 1818 bis 1887

Der Kreis Preußisch Stargard von 1887 bis 1920

Die Provinz Westpreußen 1919
Regierungsbezirk Danzig
Regierungsbezirk Marienwerder

## Geschichte
Mit der ersten Teilung Polens kam das Gebiet 1772 an das Königreich Preußen und gehörte dort zur Provinz Westpreußen, die in sechs große Kreise, darunter der Kreis Stargard, eingeteilt wurde. Durch die preußische Provinzialbehörden-Verordnung vom 30. April 1815 und ihre Ausführungsbestimmungen kam das Gebiet zum Regierungsbezirk Danzig der Provinz Westpreußen. Im Rahmen einer umfassenden Kreisreform im Regierungsbezirk Danzig wurde zum 1. April 1818 ein neuer, kleinerer Kreis Stargard gebildet. Er umfasste nunmehr die Städte Dirschau und Stargard, die Domänenämter Stargard und Subkau sowie die Intendanturämter Pelplin und Bordzichow. Das Landratsamt war in Stargard (ab Mitte des 19. Jahrhunderts Preußisch Stargard).
Vom 3. Dezember 1829 bis zum 1. April 1878 waren Westpreußen und Ostpreußen zur Provinz Preußen vereinigt, die seit dem 1. Juli 1867 zum Norddeutschen Bund und seit dem 1. Januar 1871 zum Deutschen Reich gehörte.
Zum 1. April 1882 wurden die Landgemeinden Gotthelp und Pustki aus dem Kreis Preußisch Stargard in den Kreis Konitz umgegliedert. Das kontinuierliche Anwachsen der Bevölkerung im 19. Jahrhundert erforderte eine Kreisreform in Westpreußen. So entstand am 1. Oktober 1887 der neue Kreis Dirschau, an den der Kreis Preußisch Stargard den nördlichen Teil seines Kreisgebietes mit der Stadt Dirschau und ihrem Umland abgab.
Aufgrund der Bestimmungen des  Versailler Vertrags  musste der Kreis Preußisch Stargard am 10. Januar 1920 an Polen abgetreten werden. Der Kreis Preußisch Stargard bestand als Powiat Starogardzki (Stargarder Kreis) weiter.

## Bevölkerung

### Ethnische Zusammensetzung
Im Jahre 1905 waren 28 % der Bevölkerung des Kreises deutschsprachig sowie 72 % polnisch- bzw. kaschubischsprachig.

### Entwicklung der Einwohnerzahl
| Jahr | Anzahl |
| ---- | ------ |
| 1821 | 29.461 |
| 1831 | 34.365 |
| 1852 | 53.199 |
| 1861 | 60.431 |
| 1871 | 71.180 |
|      |        |
| 1890 | 49.501 |
| 1900 | 58.188 |
| 1910 | 65.427 |

Anmerkung: 1887 wurde der Kreis Stargard bei der Bildung des neuen Kreises Dirschau verkleinert.

### Konfessionen
| absolut                         | %      | absolut | %      | absolut | %      |     |
| 1821                            | 5.884  | 20,0    | 22.722 | 77,1    | 806    | 2,7 |
| 1852                            | 14.006 | 26,3    | 37.809 | 71,1    | 1.274  | 2,4 |
| 1871                            | 17.740 | 24,9    | 51.656 | 72,6    | 11.541 | 2,2 |
| nach der Verkleinerung von 1887 |        |         |        |         |        |     |
| 1890                            | 10.388 | 21,0    | 38.401 | 77,6    | 623    | 1,3 |
| 1910                            | 13.638 | 20,8    | 51.335 | 78,5    | 404    | 0,6 |

## Politik

### Landräte
- 1772–178200Kriegsrat von Borckmann[5]

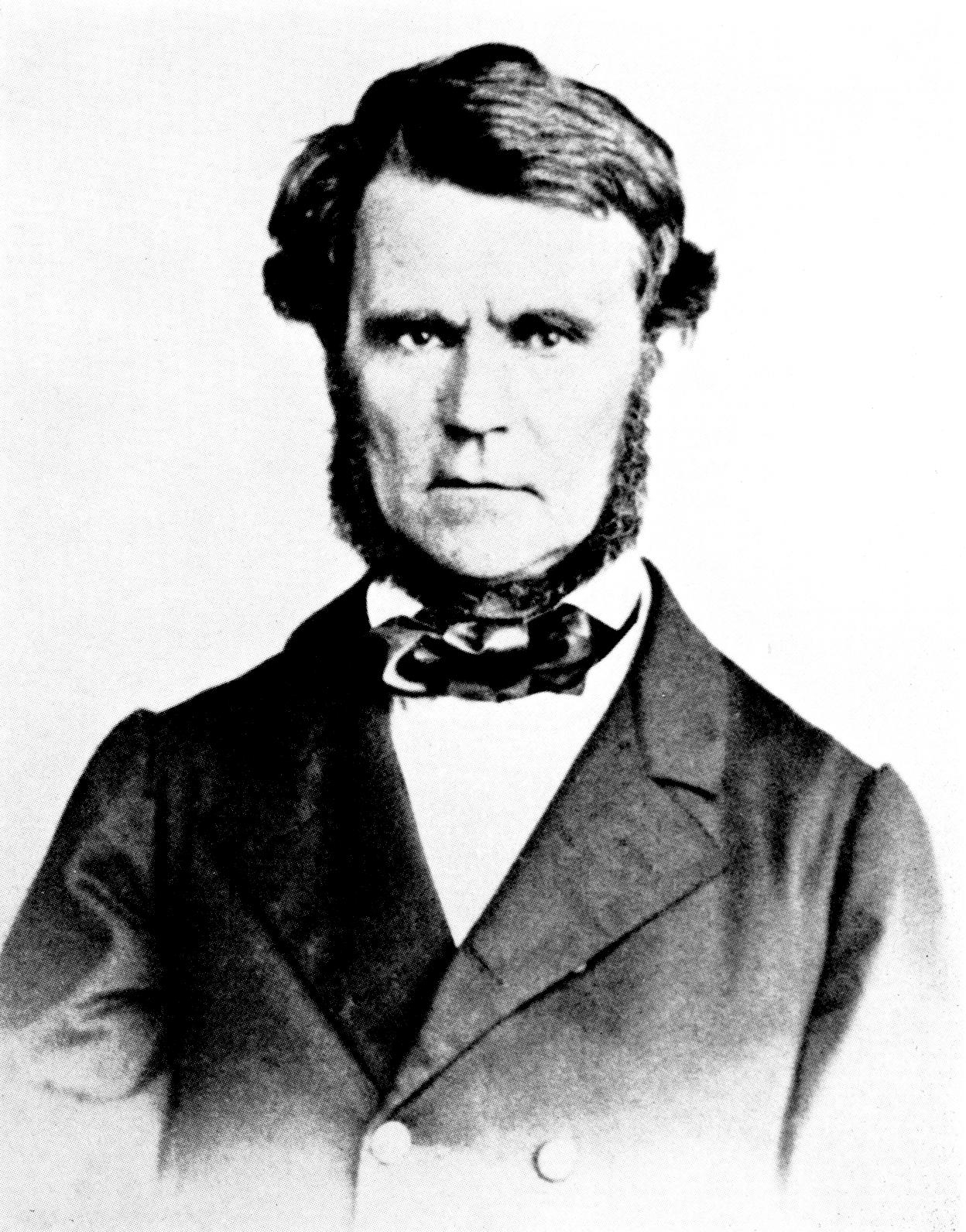
Anton Rothe

- 1782–180700Franz Dietrich von Wobeser[5]
- 1818–181900Christian Friedrich Gottlieb Rhau (kommissarisch)
- 1819–184700Friedrich Wilhelm von Schlieben
- 1847–185000Endel (kommissarisch)
- 1850–185100Bruno von Schrötter (1816–1888) (kommissarisch)
- 1851–187200Karl von Neefe (1820–1899)
- 1872–187500Anton Rothe (1837–1905)
- 1875–188700Axel Döhn († 1909)
- 1887–190800Franz Hagen
- 1908–191100Konrad Schulte-Heuthaus
- 1911–191900Leopold Wiesner (1876–1945)
- 1919–192000Regierungsassessor Kramer

### Wahlen
Im Deutschen Reich bildeten die Kreise Preußisch Stargard und Berent in den Grenzen von 1871 den Reichstagswahlkreis Danzig 5. Dieser Wahlkreis wurde bei allen Reichstagswahlen zwischen 1871 und 1912 von Kandidaten der Polnischen Fraktion gewonnen:
- 187100Michael von Kalkstein
- 187400Michael von Kalkstein
- 187700Adam von Sierakowski
- 187800Adam von Sierakowski
- 188100Michael von Kalkstein
- 188400Michael von Kalkstein
- 188700Michael von Kalkstein
- 189000Boleslaw von Kossowski
- 189300Michael von Kalkstein
- 189800Anton Neubauer
- 190300Wladislaus von Wolszlegier
- 190700Jan Brejski
- 191200Petrus Dunajski

## Städte und Gemeinden
Im Jahr 1910 umfasste der Kreis Preußisch Stargard die Stadt Preußisch Stargard sowie 76 Landgemeinden.
| - Barchnau - Barloschno - Birkenfließ - Bitonia - Bobau - Bordzichow - Bresnow - Czarnen - Deutsch Semlin - Dombrowken - Dreidorf - Forsteck - Gentomie - Gonsiorken - Grabau - Grabowitz - Groß Bialachowo - Groß Bukowitz - Groß Semlin - Hagenort | - Hoch Stüblau - Hütte - Iwitzno - Kaltspring - Karlshagen - Karschenken - Kasparus - Klanin - Klein Bukowitz - Klein Jablau - Kollenzdorf - Königswalde - Kottisch - Krangen - Krowno - Kulitz - Labuhnken - Lienfitz - Lippinken - Lubichow | - Lubicki - Miritz - Mirotken - Morroschin - Moschiska - Neukirch - Occipel - Ofen - Okollen - Ossiek - Ossoweg - Ossowo - Pinschin - Ponschau - Preußisch Stargard, Stadt - Radegast - Resenschin - Riewalde - Romberg - Rosenthal | - Saaben - Schlachta - Schwarzwald - Schwarzwasser - Skurz - Studzenitz - Walddorf - Wda - Wieck - Wielbrandowo - Wiesenwald - Wilscheblott - Wittschinken - Wollenthal - Wolsche - Zdroino - Zellgosch |

## Gutsbezirke
Zum Kreis gehörten außerdem folgende  Gutsbezirke (Stand. 1. Januar 1908):
| - Adlig Kaliska - Adlig Stargard - Alt Busch - Bielawken - Bietowo - Bordzichow - Borkau - Budda - Bülowsheide, Oberförsterei - Czechlau - Deutschheide, Forst - Groß Jablau - Groß Semlin - Grüneberg - Hagenort, Oberförsterei - Klein Bialachowo - Klein Semlin | - Klonowken - Kochankenberg, Forst - Königsbruch, Oberförsterei - Königswiese, Oberförsterei - Kokoschken - Kollenz - Konradstein - Krangen - Miradau - Neukirch - Neudorf - Okonin II - Owidz - Pinschin - Pischnitz - Preußisch Stargard, Landgestüt - Rathsdorf | - Rokoschin - Russek Bobau - Schwarzwald - Seewalde - Semlin, Forst - Smolong - Spengawsken - Stecklin I - Summin - Suzemin - Wda, Mühle - Wildungen, Forst - Wilhelmswalde, Forst - Wirthy, Forst - Zabianken - Zduny |

## Der Landkreis Preußisch Stargard im besetzten Polen 1939–1945

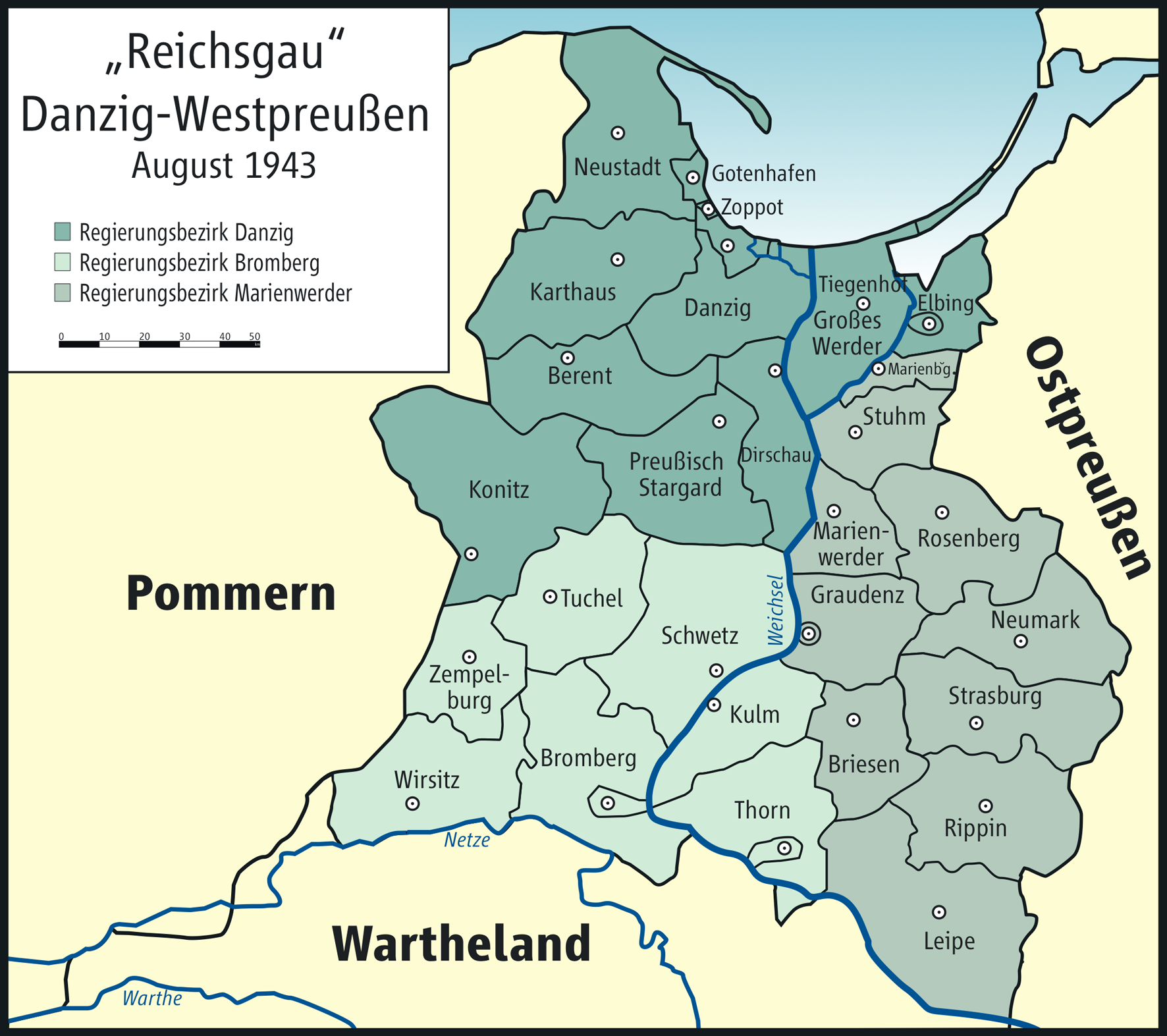
Reichsgau Danzig-Westpreußen (August 1943)

### Geschichte
Nach dem Überfall auf Polen und der anschließenden völkerrechtswidrigen Annexion des Kreisgebiets durch das Deutsch Reich war der Kreis unter dem Namen Landkreis Preußisch Stargard im neu errichteten Reichsgau Danzig-Westpreußen von 1939 bis 1945 nochmals eingerichtet. Die Städte Großwollental und Preußisch Stargard wurden der im Altreich gültigen Deutschen Gemeindeordnung vom 30. Januar 1935 unterstellt, welche die Durchsetzung des Führerprinzips auf Gemeindeebene vorsah. Die übrigen Gemeinden waren in Amtsbezirken zusammengefasst; Gutsbezirke gab es nicht mehr. Im Frühjahr 1945 besetzte die Rote Armee den Kreis Preußisch Stargard. In der Folgezeit wurden die allermeisten deutschen Bewohner aus dem Kreisgebiet vertrieben.

### Landräte
- 1939–9999: Erwin Johst (1909–1956) (kommissarisch)
- 1939–1943: Walter Hillmann
- 1943–0000: Reinhold Isendick (vertretungsweise)

### Ortsnamen
Durch unveröffentlichten Erlass vom 29. Dezember 1939 galten vorläufig hinsichtlich der bisher polnischen Ortsnamen die bis 1918 gültigen deutschen Ortsnamen. Diese globale Rückbenennung war möglich, da noch das gesamte deutsche Kartenwerk für die 1920 an Polen abgetretenen Gebiete (auch) die früheren deutschen Ortsnamen weitergeführt hatte. Mittels der Anordnung betreffend Änderung von Ortsnamen des Reichstatthalters in Danzig-Westpreußen vom 25. Juni 1942 wurden mit Zustimmung des Reichsministers des Innern alle Ortsnamen eingedeutscht. Dabei wurde entweder der Name von 1918 beibehalten oder – falls „nicht deutsch“ genug – lautlich angeglichen oder übersetzt, zum Beispiel:
- Adlig Lippinken: Adliglinde
- Barloschno: Schenkenberg, Kr. Pr. Stargard
- Dombrowken: Damerau, Kr. Pr. Stargard
- Groß Jablau: Großgabel
- Lesnian: Waldjahn
- Lubichow: Liebichau
- Osiek: Burgfelde
- Schlachta: Edelwalde
- Skorschenno: Wurzelacker
- Skurz: Großwollental